# Zagora (Maroc)
Pour les articles homonymes, voir Zagora.
Zagora (en arabe زاݣورة, Tazagourt en berbère) est une ville du Maroc située dans la région de Drâa-Tafilalet. La ville nouvelle de Zagora date du protectorat français dont elle était un des centres administratifs. Toutefois, l'oasis chef lieu de la région du Drâa était habitée depuis bien plus longtemps, puisque c'est de là qu'est partie l'expédition des Saadiens, dynastie de l'Empire chérifien, vers Tombouctou en 1591.

## Histoire
L'histoire de la région remonte aux temps immémoriaux, comme en témoignent les gravures rupestres à Foum Chena et à Tazarine et la nécropole géante de Foum Larjam à lghir N'tidri à M'hamid El Ghizlane.
Au début du XIVe siècle, les Chorafas Saadiens, venus du Moyen Orient, se sont installés à Tagmadart. Au XVIe siècle, ils partirent à la conquête du Souss et du nord du Maroc, avant de réaliser celle du pays du Soudan occidental par la célèbre route de Tombouctou. Cette grande expédition a assuré la prospérité commerciale et culturelle du Maroc.
Sous le règne de la Dynastie Alaouite, la région s'est vu accorder un intérêt particulier depuis sa libération par le Grand Sultan My Mohamed Ben Chérif au XVIIe siècle et plus particulièrement sous le règne du grand et célèbre My Ismail. Son fils Chérif Ben Ismail se rendit à Aghlan de Beni Zoli, où il installa le Siège de son autorité (wilaya de Dra Sijilmassa), le Roi vaillant s'appuyait également sur la Zaouia Naciria pour la diffusion du savoir dans les pays africains limitrophes.
Cette Zaouia est dotée d'une riche bibliothèque qui recèle de précieux manuscrits de théologie, d'histoire, de médecine (le plus ancien manuscrit daté du XIIIe siècle).
Après la mort de My Ismail en 1727, la région a connu des périodes d'instabilité mais restait toujours fidèle au Trône Alaouite.

## Climat
Zagora connaît un climat désertique chaud (classification de Köppen BWh) typique du désert marocain avec des étés longs, torrides et des hivers très doux en journée mais froids la nuit. Le climat y est très aride toute l'année puisque les précipitations annuelles moyennes totalisent 61 mm. En été, la chaleur est extrême et prend un caractère persistant : les températures moyennes maximales sont constamment supérieures à 40 °C entre fin mai et milieu septembre mais tournent plutôt autour de 45 °C pendant cette période. En hiver, les températures moyennes maximales restent supérieures à 20 °C mais les températures moyennes minimales descendent jusqu'à environ 4 °C la nuit. Le ciel est dégagé et clair toute l'année et les journées couvertes restent très rares, si existantes. La température moyenne journalière annuelle avoisine 23 °C à Zagora.
| Mois                              | jan. | fév. | mars | avril | mai  | juin | jui. | août | sep. | oct. | nov. | déc. | année |
| --------------------------------- | ---- | ---- | ---- | ----- | ---- | ---- | ---- | ---- | ---- | ---- | ---- | ---- | ----- |
| Température minimale moyenne (°C) | 3,8  | 6,9  | 9,6  | 14,1  | 17,4 | 21,4 | 25,7 | 25,1 | 19,9 | 15,2 | 10,6 | 5,5  | 14,6  |
| Température moyenne (°C)          | 12,3 | 15,2 | 17,9 | 22,4  | 26,5 | 31,1 | 35   | 34,2 | 28,3 | 23   | 17,9 | 13,2 | 23,08 |
| Température maximale moyenne (°C) | 20,8 | 23,4 | 26,2 | 30,8  | 35,5 | 40,7 | 44,3 | 43,4 | 36,7 | 30,8 | 25,2 | 20,9 | 31,56 |
| Précipitations (mm)               | 4    | 3    | 5    | 1     | 2    | 1    | 1    | 3    | 6    | 13   | 15   | 7    | 61    |

## Tourisme
Un panneau, au centre de la ville, indique Tombouctou 52 jours (alors qu'il en a fallu 135 à l'armée saadienne pour y parvenir).
Zagora est dominée par le djebel Zagora, et possède une vaste palmeraie. Elle est le point de départ de nombreuses randonnées vers d'innombrables oasis de la vallée du Drâa et vers le désert du Sahara. Elle est également connue pour ses nombreuses kasbah.
Le souk hebdomadaire (le dimanche) est le lieu de rencontre des habitants des différents villages en amont de la ville (Beni Zouli, Tazarine, Tafroudest, Oulad El Haj) et en aval (Beni Khellouf, etc.), avec un marché aux légumes et un grand marché aux bestiaux.
Le Marathon de Zagora - une course à travers la ville et la palmeraie - a lieu chaque année le 31 décembre.
La région de Zagora est une des régions les plus touristiques du pays avec sa vallée du Draa et le désert de l'Erg Chegaga.
De nombreuses activités sont à faire dans la région de Zagora :
- La visite des kasbah et notamment la kasbah d'Amezrou et sa coopérative artisanale, ainsi que le ksar de Tissergate ainsi que le Musée des Arts et Traditions de la Vallée du Draa ;
- La visite de Tamegroute et des ateliers de poteries ;
- La vallée du Draa et la palmeraie de Zagora et ses nombreux petits villages ;
- Le désert du Sahara (Tinfou, Erg Smar, Erg Zahar, Erg Chegaga...).

## Galerie photo

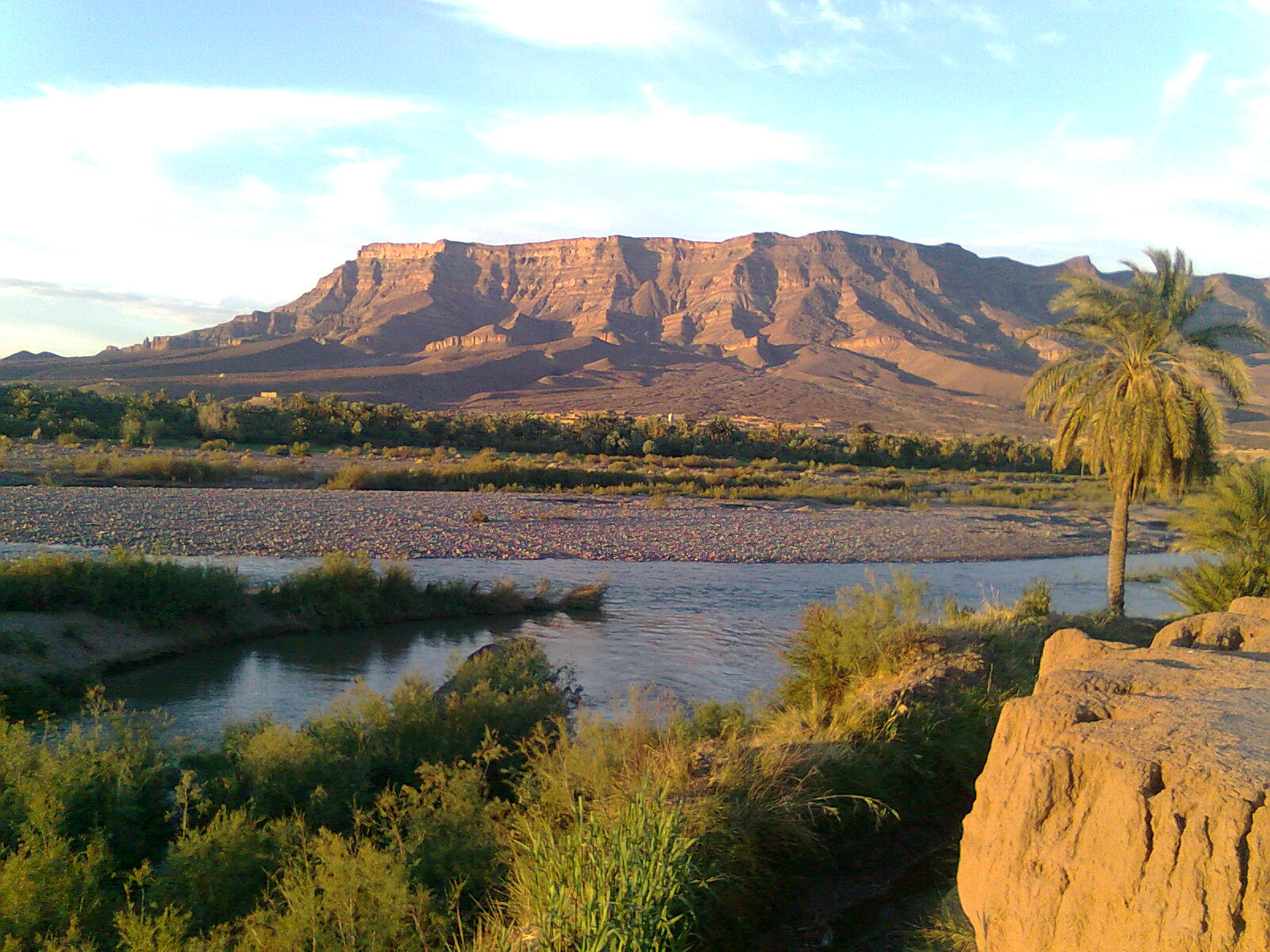
Vallée du Drâa
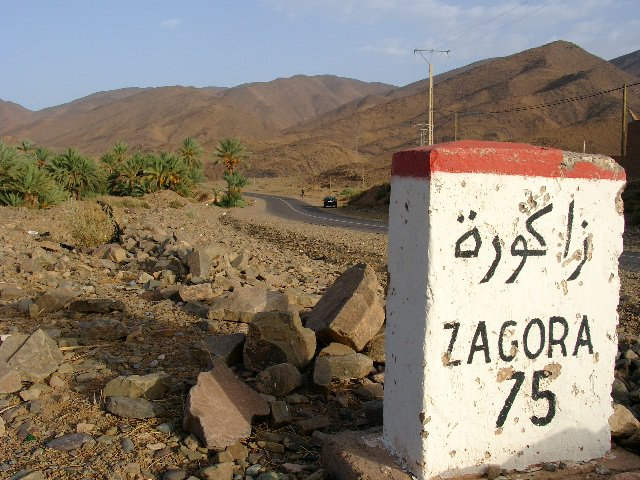
Route de Zagora
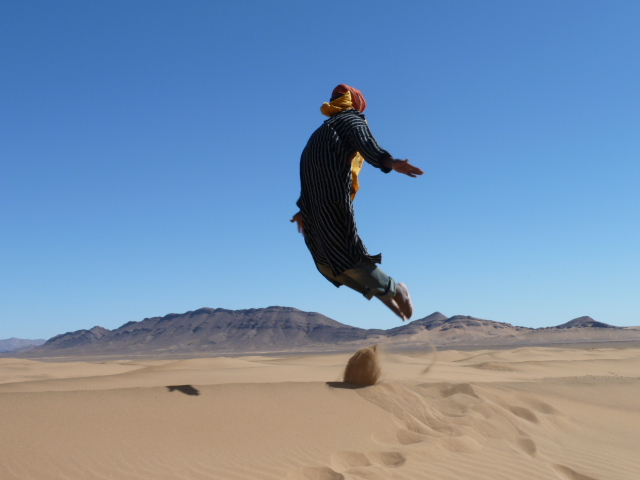
Desert du Sahara (Tinfou)
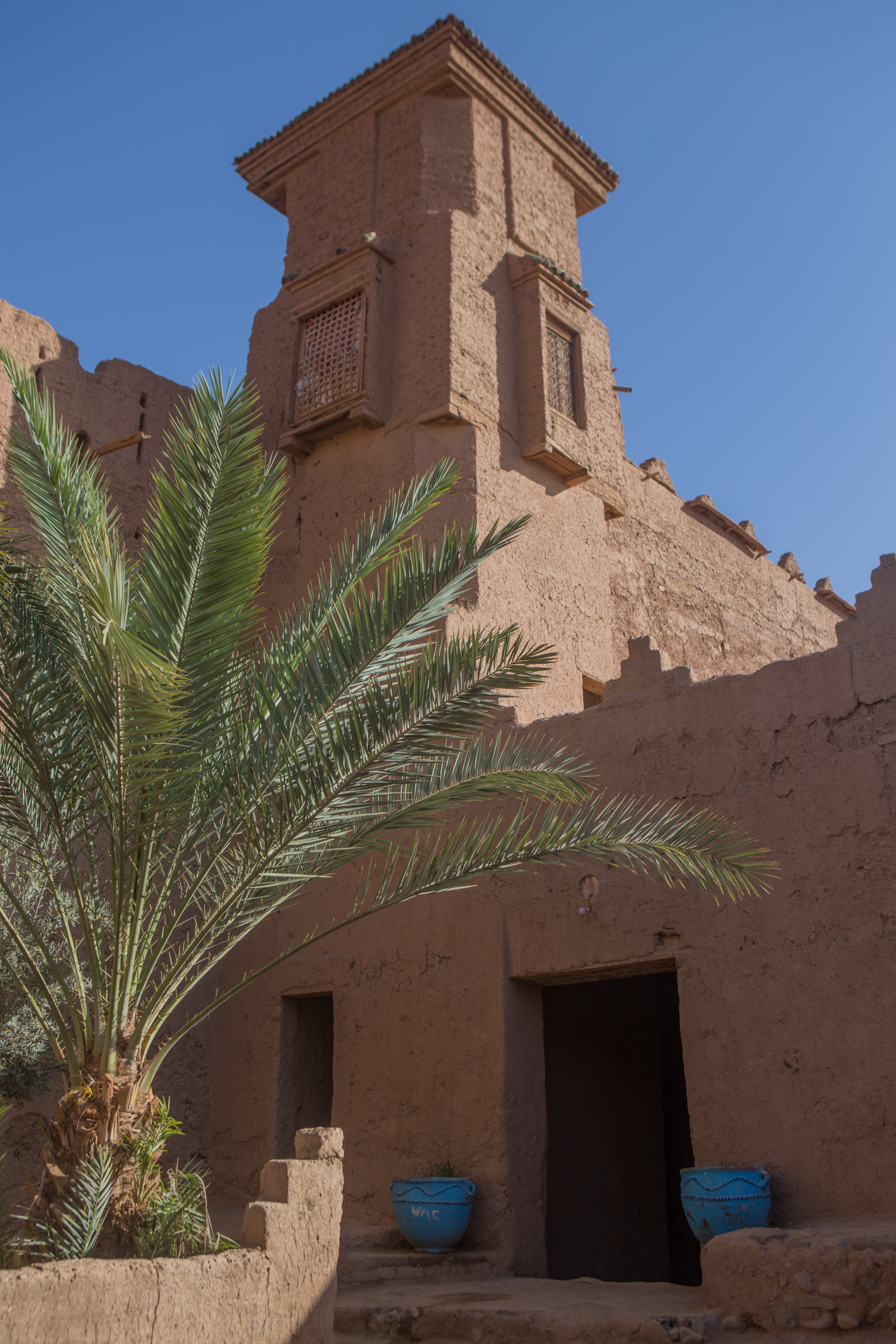
Kasbah
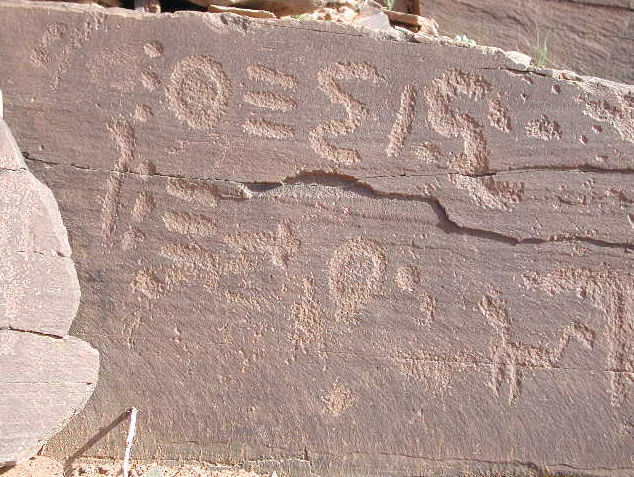
Gravures rupestres
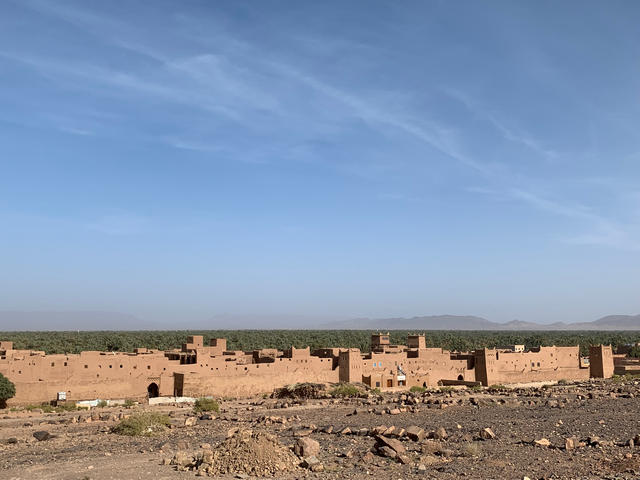
Ksar de Tissergate - Zagora
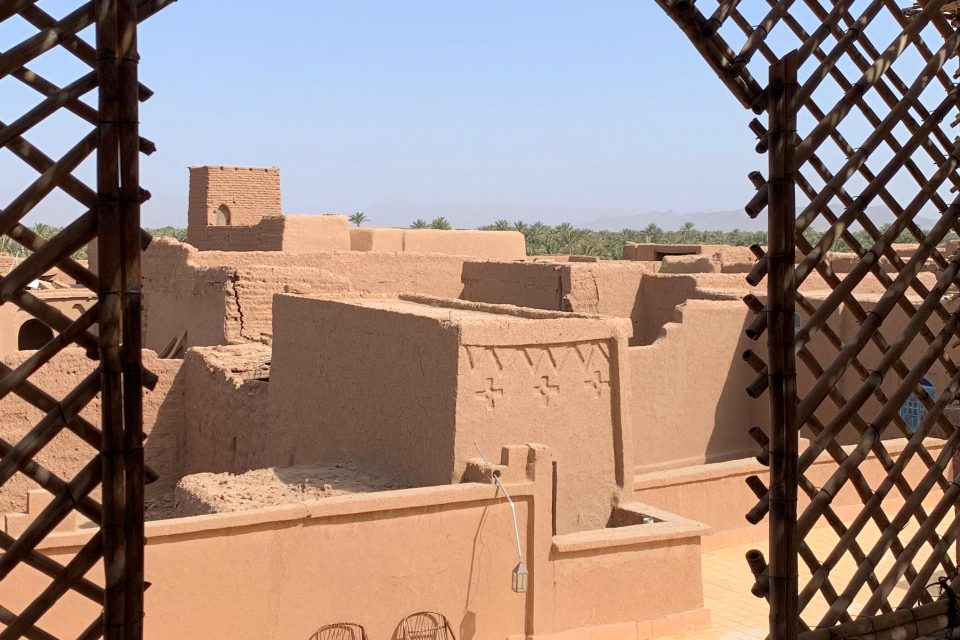
Ksar de Tissergate - Zagora
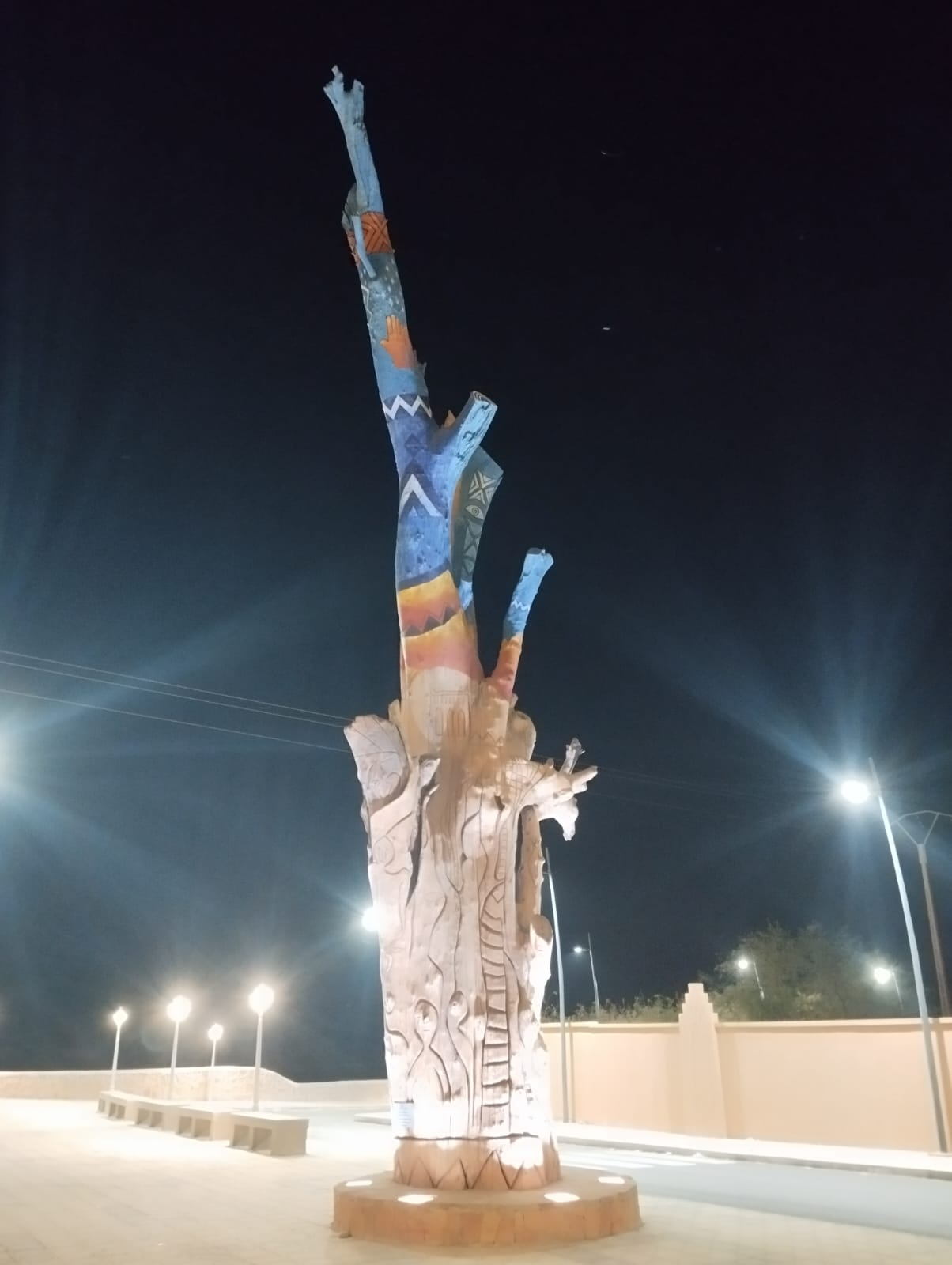
Arbre de la paix - Corniche de Zagora
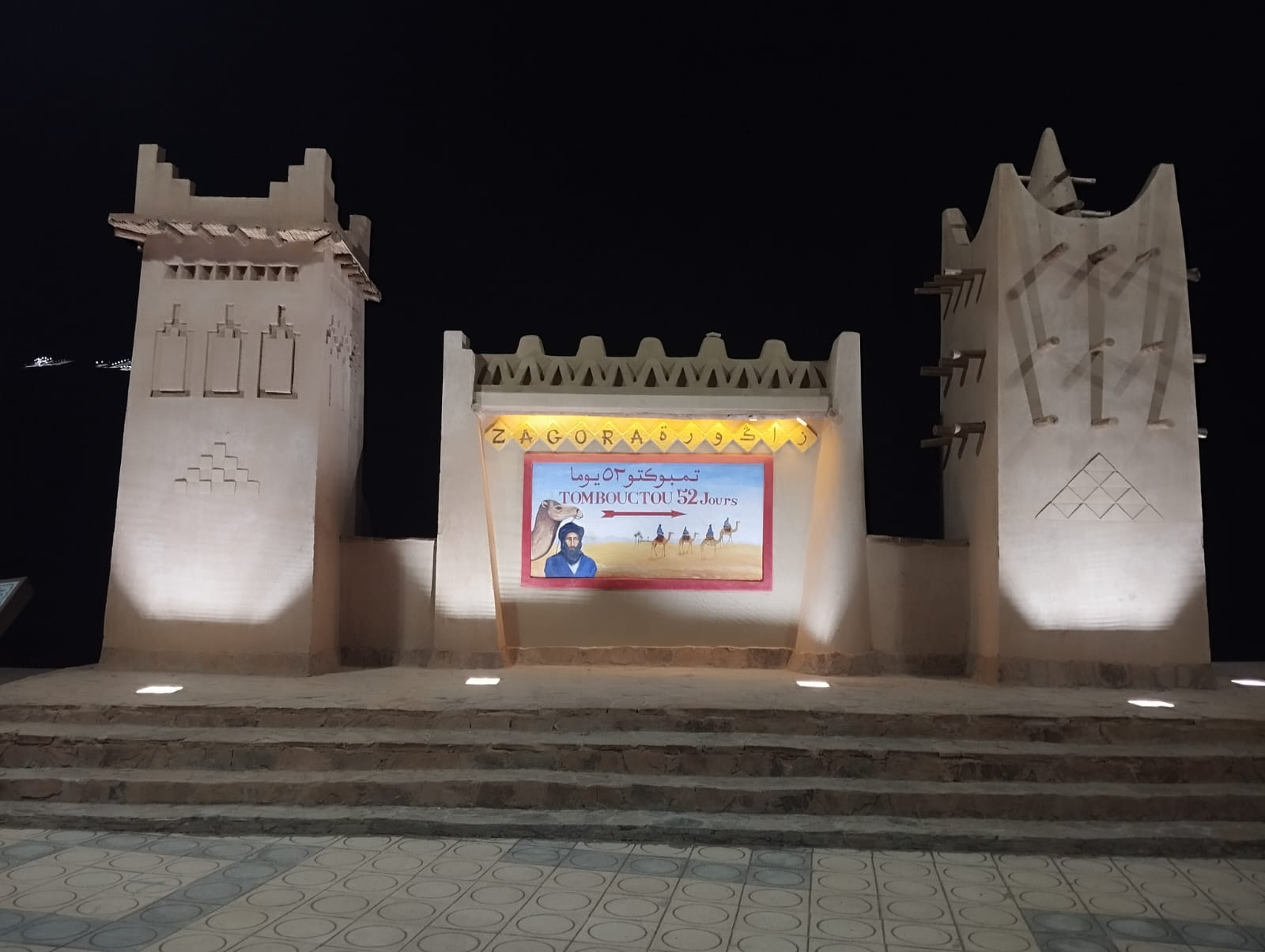
Panneau Tombouctou 52 jours - Corniche de Zagora